# Martin van der Borgh
Martin van der Borgh (ur. 28 października 1934 w Koningsbosch, zm. 12 lutego 2018 w Brunssum) – holenderski kolarz szosowy, brązowy medalista mistrzostw świata

## Kariera
Największy sukces w karierze Martin van der Borgh osiągnął w 1954 roku, kiedy zdobył brązowy medal w wyścigu ze startu wspólnego amatorów podczas mistrzostw świata w Solingen. W zawodach tych wyprzedzili go jedynie Belg Emiel Van Cauter oraz Duńczyk Hans Andresen. Był to jednak jedyny medal wywalczony przez van der Borgha na międzynarodowej imprezie tej rangi. W tym samym roku wygrał holenderski Ronde van Limburg, w 1960 roku belgijski Ronde van Haspengouw, a rok później zwyciężył we francuskim Tour du Nord. Był także trzeci w klasyfikacji generalnej Tour de Luxembourg w 1963 roku. Trzykrotnie startował w Tour de France, ale tylko raz dotarł do mety – w 1960 roku zajął 34. miejsce w klasyfikacji generalnej. Nigdy nie wystąpił na igrzyskach olimpijskich. Jako zawodowiec startował w 1957–1964.